# Turanogryllus vicinus
Turanogryllus vicinus är en insektsart som beskrevs av Lucien Chopard 1967. Turanogryllus vicinus ingår i släktet Turanogryllus och familjen syrsor. Inga underarter finns listade i Catalogue of Life.